# Clausophyes ovata
Clausophyes ovata är en nässeldjursart som först beskrevs av Wilhelm Moritz Keferstein och Ehlers 1860.  Clausophyes ovata ingår i släktet Clausophyes och familjen Clausophyidae. Inga underarter finns listade i Catalogue of Life.